# ROAD TO BUDOKAN 2013 〜ちいさな奇跡〜
ROAD TO BUDOKAN 2013 〜ちいさな奇跡〜（ロード トゥ ぶどうかん2013 ちいさなきせき）は、東京女子流の14枚目のシングル。2013年11月22日にavex traxから発売された。

## 概要
2013年12月22日に行われる東京女子流の日本武道館公演「TOKYO GIRLS' STYLE 『LIVE AT BUDOKAN 2013』」の1か月前という事で2013年11月22日に発売されたため、通常の水曜日ではなく金曜日発売となった。 
「ちいさな奇跡」は2013年9月23日に行われた東京女子流の定期ライブ・LIVE*055『さよなら、横浜BLITZ－お世話になりました TGS Discography Vol.3－』（横浜BLITZ）で初披露された楽曲。
当時のリーダーである山邊未夢から発表があり、アニメ『はなかっぱ』（NHK Eテレ）の2013年度（10月期）エンディングテーマに起用された。エンディングテーマ曲は2011年度の「おんなじキモチ」、2012年度4月 - 6月期の「大切な言葉」に続いて3曲目。
ミュージック・ビデオは山梨県笛吹川フルーツ公園で撮影された。
「Mine」は2013年10月19日に行われた東京女子流の定期ライブ・LIVE*056『Season4の幕開け』（NIIGATA LOTS）で初披露された楽曲。
Type-A、Type-B（いずれもCDとDVDのセット）、Type-C（CDのみ）、Type-D（mu-moショップ・イベント会場限定盤、全員ver.絵柄 ジャケット差し替え仕様、CDのみ）、Type-E（mu-moショップ・イベント会場限定盤、メンバーソロ絵柄ver. ジャケット差し替え仕様、CDのみ）の5形態。

## 収録曲
1. ちいさな奇跡（=TGS37）
作詞：c.close（黒須チヒロ）、作曲：渡辺和紀、編曲：宗像仁志
2. Mine（=TGS34）
作詞：c.close（黒須チヒロ）、作曲：矢吹香那、編曲：松井寛、ギター・アレンジ：土方隆行
Type-Eを除く
3. Mine -Royal Mirrorball Mix-
Type-Cにのみ収録
4. 頑張って いつだって 信じてる -2013ver.-
作詞：井辺清・c.close（黒須チヒロ）、作曲：清岡千穂、編曲：bonsai.
Type-Aにのみ収録
5. ちいさな奇跡（Instrumental）
6. Mine（Instrumental）
Type-Eを除く

### DVD

#### Type-A
1. ちいさな奇跡（ミュージック・ビデオ）
ミュージック・ビデオ監督：福居英晃
2. Making Movie
3. Partition Love ディザー映像（#1 - #12）
脚本・監督：福居英晃

#### Type-B
1. おでかけムービー（大阪・枚方編）